# Triomferende Maria geflankeerd door twee engelen
Triomferende Maria geflankeerd door twee engelen is een 19e-eeuws gedenkteken in de Nederlandse stad Oss.

## Achtergrond
Gedurende een golf van criminaliteit in Oss werd in 1893 door de Bende van Oss Gerard Hoekman, wachtmeester van de Koninklijke Marechaussee brigade ter plaatse, vermoord. De brigade werd daarop versterkt, de vermeende daders werden gearresteerd en veroordeeld. In 1894 liet Arnoldus van de Laar (1826-1899), pastoor-deken van de Grote-, of Maria Onbevlekte Ontvangeniskerk, het gedenkteken bij de kerk oprichten als dank voor de weergekeerde rust en ter inlossing van een stille belofte.
De beeldengroep toont als centrale figuur Maria die een slang met appel in de bek vertrapt, symbool voor de overwinning op het kwaad. Ze wordt geflankeerd door twee engelen. De groep werd ontworpen door de Bossche restauratiearchitect en kunstschilder Lambert Hezenmans en uitgevoerd door de Antwerpse beeldhouwer Jan Frans De Vriendt. Het gedenkteken werd in september 1894 onthuld en ingewijd.

## Beschrijving
Het gedenkteken bestaat uit een groep van drie vrijstaande, kalkstenen beelden op twee meter hoge, hardstenen sokkels. Tussen de sokkels is een smeedijzeren hekwerk geplaatst, met gedraaide staven en rozetten.
Mariabeeld
Het 2,10 meter hoge Mariabeeld toont Maria met gevouwen handen, staande op een wereldbol met maansikkel en slang met appel in de bek. De slang is ontleend aan het Bijbelse verhaal van de zondeval. De maansikkel verwijst naar de Openbaring van Johannes, waar Johannes schrijft over zijn visioen van "een vrouw, bekleed met de zon, met de maan onder haar voeten" (Openb. 12:1). De sokkel van het Mariabeeld is breder en meer aangekleed dan die van de engelenbeelden. Op de hoeken zijn zuiltjes geplaatst met Korinthische kapitelen. In een verdiept vlak is een inscriptie aangebracht: 

Ik ben de Onbevlekte Ontvangenis. Ik ben de Bewaarster dezer plaats

Engelenbeelden

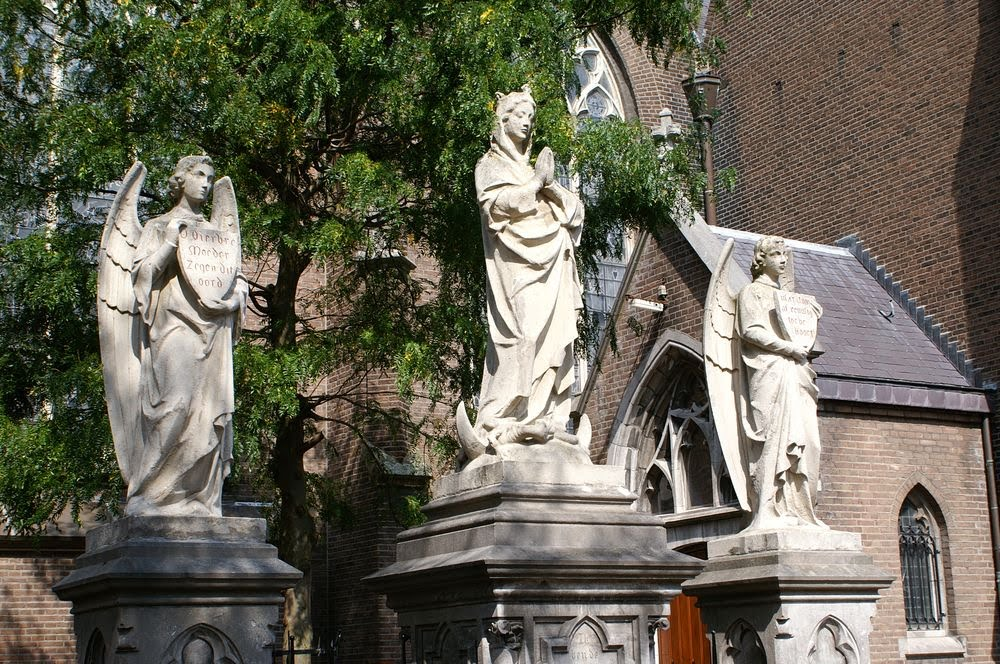
Detail

De beide engelenbeelden zijn 1,80 meter hoog. Ze zijn gekleed in een lang gewaad en hebben twee grote vleugels op de rug. Beide engelen houden een wapenschildje met inscriptie vast, respectievelijk "O dierb're Moeder, zegen dit oord." en "Dat U vanaf heden voor eeuwig toebehoort." De sokkels hebben aan alle zijden een spitsbooguitsparing, met geprofileerde driepasboog. In de uitsparingen aan de voorzijde zijn inscripties aangebracht, respectievelijk "Ter herinnering aan het noodlottig jaar 1893" en "Tot dankzegging voor de gelukkige uitkomst in 1894".

## Waardering
De groep werd in 2002 als rijksmonument in het Monumentenregister opgenomen. "De beeldengroep heeft cultuurhistorische waarde als bijzondere uitdrukking van sociaal-economische en geestelijke ontwikkelingen, in het bijzonder als herinnering aan het einde van de golf van criminaliteit in Oss aan het einde van de 19de eeuw. De beeldengroep is van bijzonder belang in het werk van architect/kunstenaar L.C. Hezenmans. De beeldengroep is van bijzonder belang vanwege de hoogwaardige esthetische kwaliteiten van het ontwerp. De beeldengroep is van bijzonder belang wegens de historisch ruimtelijke relatie met de Grote-, of Maria Onbevlekte Ontvangeniskerk die al op de rijkslijst van beschermde monumenten geplaatst is. De beeldengroep is van bijzonder belang wegens de typologische en functionele zeldzaamheid."